# فرس البحر الدينيزي
فرس البحر الدينيزي (الاسم العلمي: Hippocampus denise) (بالإنجليزية: Denise's pygmy seahorse)‏ هو نوع من الأسماك يتبع جنس فرس البحر من فصيلة زمارات البحر.